# 제자리 세단뛰기
제자리 세단뛰기는 세단뛰기의 일종으로, 말 그대로 서서 세단뛰는 것을 말한다.
오늘날에는 흔한 경기는 아니지만 1900년과 1904년 하계 올림픽에는 포함되었다.